# Sympycnus aldrichi
Sympycnus aldrichi är en tvåvingeart som beskrevs av Van Duzee 1930. Sympycnus aldrichi ingår i släktet Sympycnus och familjen styltflugor.
Artens utbredningsområde är Indiana. Inga underarter finns listade i Catalogue of Life.